# ダイアン・バーチ
ダイアン・バーチ（英:Diane Birch、1983年1月24日 - ）は、アメリカ合衆国の女性シンガーソングライター。

## プロフィール
ミシガン州出身ではあるが、出生後すぐにセブンスデー・アドベンチスト教会の伝道師である父に伴いジンバブエ、南アフリカ、オーストラリアを転々とし、10歳の時にアメリカに帰国する。オレゴン州ポートランドに移り住んだが、キリスト教の禁欲的な環境に育った彼女は一般的なティーンエイジャーからは浮いた存在であった。幸い7歳の時からピアノの訓練をしており、特異な音楽の才能に恵まれていたため、初めて出会うジャズ、ポップス、ソウルなど様々なジャンルの音楽を吸収していった。
独立すると、映画音楽の作曲家になるためロサンゼルスへ移り住み、そこでピアニストのアルバイトをしていた。それまで彼女はあくまでピアニストとして活動を行っていたが、友人の勧めで歌を披露するようになり、作詞・作曲をするようになった。
MySpace上で公開していた自らの楽曲がロンドンを拠点とするプロデューサーに見初められ、ロンドンに移り住みそこで定期的なライブを行うようになったが、その後すぐにニューヨークを拠点とするS Curve Recordsと契約を交わした。
2009年、デビュー・アルバムとなるBible Beltを発表。キャロル・キングやローラ・ニーロの再来というキャッチ・コピーと共に本格派のシンガー・ソング・ライターとして高い評価を受ける。
2009年12月8日に大坂の心斎橋クラブクアトロ、12月9日、10日、渋谷クラブクアトロにて初の来日公演を開催。
2010年7月、フジロック・フェスティバル出演のために2度目の来日。フィールド・オブ・ヘブンにてパフォーマンスを披露した。
2013年、セカンド・アルバム Speak  A Little Louderをリリース。
2014年3月26日（水）3月27日（木）Billboard Live TOKYO、3月28日（金）Billboard Live OSAKAにて来日公演を開催。
2016年1月ミニアルバム Nousを発表。
2016年5月、Nous Tourにて来日公演を開催。5月9日、10日 ビルボードライブ東京、5月11日 ビルボードライブ大阪。
2018年7月、デビュー・アルバム”Bible Belt”リリース10周年に伴うアルバム再現ツアーのために来日。7月17日 ビルボードライブ東京、7月19日 ビルボードライブ大阪にて計4公演が開催された。
2024年4月、3枚目のフル・アルバム Flying On Abrahamをリリース。
2024年7月9日、10日、11日、6年ぶりの来日公演を開催。ブルーノート東京にて計6回のステージを披露した。

## ディスコグラフィー

### アルバム
- 2009年 Bible Belt
- 2013年 Speak  A Little Louder
- 2024年 Flying on Abraham